# Александр Карапетян
Александр Карапетян (вірм. Ալեքսանդր Կարապետյան, нар. 23 грудня 1987, Тбілісі) — вірменський футболіст, нападник клубу «Прогрес».

## Клубна кар'єра
Народився 23 грудня 1987 року в місті Тбілісі. Вихованець футбольної школи клубу «Веен».
У дорослому футболі дебютував 2008 року виступами за команду клубу «Веен» II, в якій провів один сезон, взявши участь у 12 матчах чемпіонату. 
Протягом 2009—2010 років захищав кольори команди клубу «Обернойланд».
Своєю грою за останню команду привернув увагу представників тренерського штабу клубу «Ельферсберг», до складу якого приєднався 2010 року. Відіграв за клуб зі Шпізен-Ельферсберга наступні два сезони своєї ігрової кар'єри.
Згодом з 2012 по 2017 рік грав у складі команд клубів «Гомбург», «Ф91 Дюделанж», «Гревенмахер», «Ф91 Дюделанж» та «Вікторія» (Роспор).
До складу клубу «Прогрес» приєднався 2017 року. Станом на 10 серпня 2018 року відіграв за нідеркорнський клуб 24 матчі в національному чемпіонаті.

## Виступи за збірну
2014 року дебютував в офіційних матчах у складі національної збірної Вірменії.